# 4797 Ako
A 4797 Ako (ideiglenes jelöléssel 1989 SJ) a Naprendszer kisbolygóövében található aszteroida. T. Nomura, K. Kawanishi fedezte fel 1989. szeptember 30-án.